# Dimorphanthera viridiflora
Dimorphanthera viridiflora är en ljungväxtart som beskrevs av P.F. Stevens. Dimorphanthera viridiflora ingår i släktet Dimorphanthera och familjen ljungväxter. Inga underarter finns listade i Catalogue of Life.